# Micropterigidae
Sous-ordre
Super-famille
Famille
Les Microptérigidés, Micropterigidae, sont une famille de lépidoptères (papillons). Elle est la seule représentante de la super-famille des Micropterigoidea et du sous-ordre Zeugloptera (les Zeugloptères). Elle a été décrite par Herrich-Schäffer en 1855.

## Caractéristiques
Les Microptérigidés sont des papillons diurnes et floricoles ayant de nombreux caractères primitifs. Leurs ailes antérieures sont brillantes et plus larges que les postérieures. Leur tête est couverte de poils dressés, les mandibules sont de petite taille et de type broyeur (comme chez les Trichoptères), la trompe est absente. Les larves possèdent de longues antennes et des paires de fausses pattes singulières sur les huit premiers segments de l'abdomen.

## Répartition et habitat
La plupart des espèces décrites appartiennent au genre Micropterix, présent dans les écozones paléarctique et orientale ; les autres genres ont été collectivement appelés « groupe Sabatinca » par Kristensen & Nielsen (1979) et se trouvent en Asie, en Australie, en Nouvelle-Zélande, en Afrique australe, en Amérique du Nord et du Sud.
L'habitat de référence est représenté par la forêt tropicale d'Australie, de Nouvelle-Zélande et de Nouvelle-Calédonie, bien qu'en Afrique du Sud, Agrionympha capensis puisse être trouvée principalement le matin dans les buissons bas (appelés Fynbos). Les espèces sud-américaines Hypomartyria micropteroides et Squamicornia aequatoriella sont, au contraire, des espèces forestières. En Europe, Micropterix habite généralement les zones humides, bien que M. aruncella occupe des environnements plus secs, à la fois plats et vallonnés.

## Liste des genres

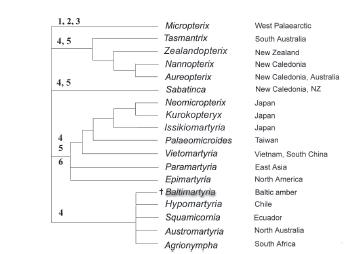
Relations phylogénétiques au sein des Micropterygides, selon Gibbs (2010)

La systématique interne des Micropterigidae a été retravaillée à plusieurs reprises, également en raison du fait que le genre Sabatinca comprenait initialement de nombreuses espèces, attribuées plus tard à différents genres.
La famille cosmopolite est divisée en 22 genres et 162 espèces,,,,, :
- Agrionympha Meyrick, 1921
- Aureopterix Gibbs, 2010
- Austromartyria Gibbs, 2010
- Epimartyria Walsingham, 1898
- Hypomartyria Kristensen & Nielsen, 1982
- Issikiomartyria Hashimoto, 2006
- Kurokopteryx Hashimoto, 2006
- Micropardalis Meyrick, 1912
- Micropterix Hübner, 1825
- Nannopterix Gibbs, 2010
- Neomicropterix Issiki, 1931
- Palaeomicroides Issiki, 1931
- Paramartyria Issiki, 1931
- Sabatinca Walker, 1863
- Squamicornia Kristensen & Nielsen, 1982
- Tasmantrix Gibbs, 2010
- Vietomartyria Hashimoto & Mey, 2000
- Zealandopterix Gibbs, 2010

À ceux-ci, il faut ajouter six autres genres disparus :
- † Auliepterix Kozlov, 1989
- † Baltimartyria Skalski, 1995
- † Moleropterix Engel & Kinzelbach, 2008
- † Palaeolepidopterix Kozlov, 1989
- † Palaeosabatinca Kozlov, 1989
- † Parasabatinca Whalley, 1978

## Fossiles

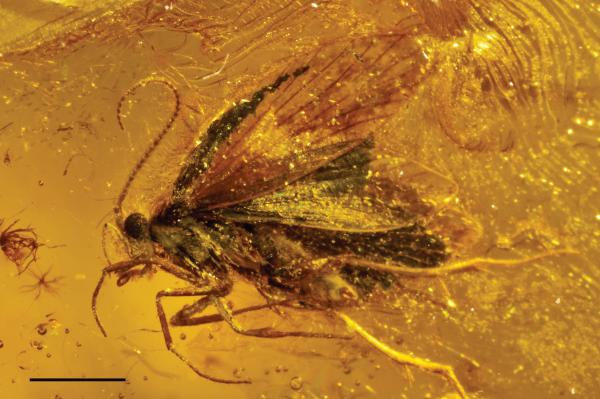
Spécimen de Baltimartyria rasnitsyni conservé dans l'ambre de la Baltique

La plus ancienne preuve fossile confirmée de Micropterigidae, Parasabatinca aftimacrai, a été décrit sur la base de trois échantillons trouvés dans l'ambre du Liban et datable du Crétacé inférieur (environ 130 millions d'années),,. Ces lépidoptères ont une mandibule, pas de spirotrum, et des palpes labiaux et maxillaires semblables à ceux de Micropterix et Sabatinca. Les épiphyses sont présentes ; cependant, aucun ocelle n'est visible ici et une branche de la côte Sc dans l'aile antérieure semble absente. L'attribution d'un insecte beaucoup plus ancien du Trias supérieur d'Afrique du Sud à cette famille est controversée. D'autres découvertes datant du Crétacé ont été faites, entre autres, dans l'ambre du Canada, de Birmanie et de Sibérie. De plus, des représentants de cette famille sont présents dans l'ambre de la Baltique de l'Éocène (40 à 50 millions d'années) et dans l'ambre provenant du gisement un peu plus jeune près de Bitterfeld. Les inclusions ambrées contiennent à la fois des larves et des adultes,,.

## Photographies de différentes espèces

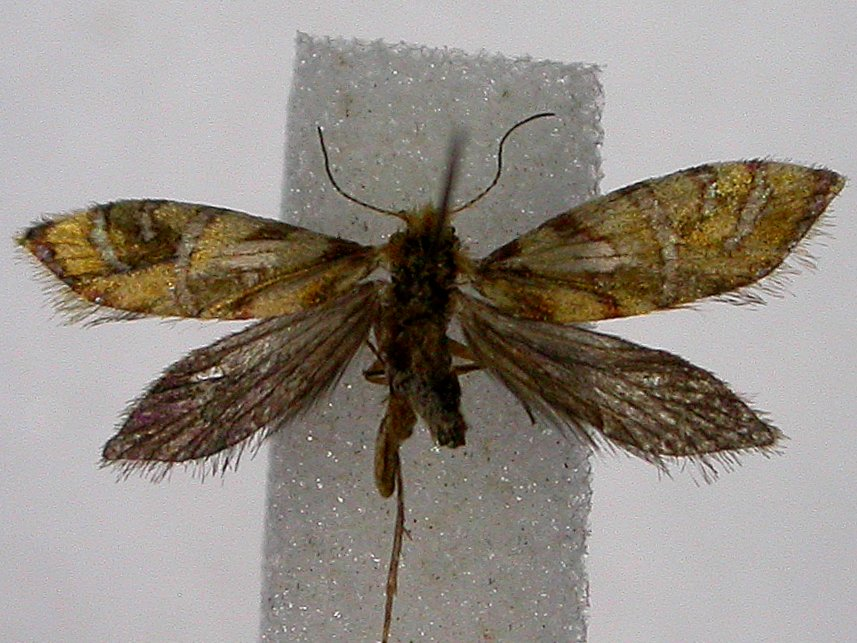
Micropardalis aurella.
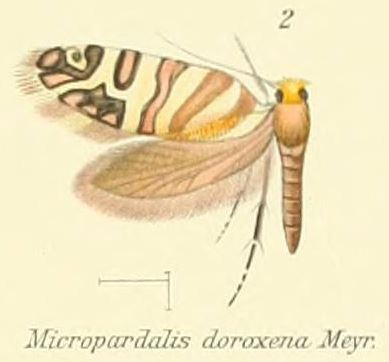
Micropardalis doroxena.
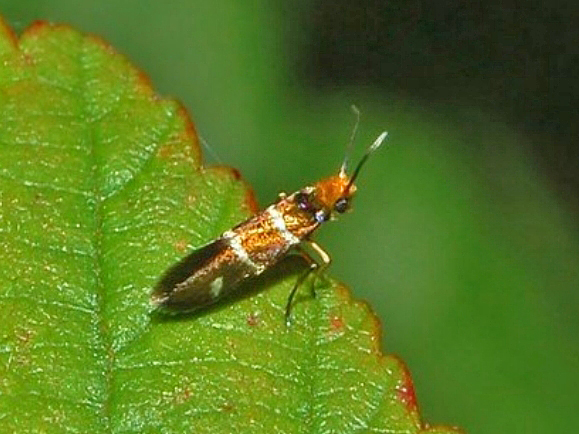
Micropterix aruncella.
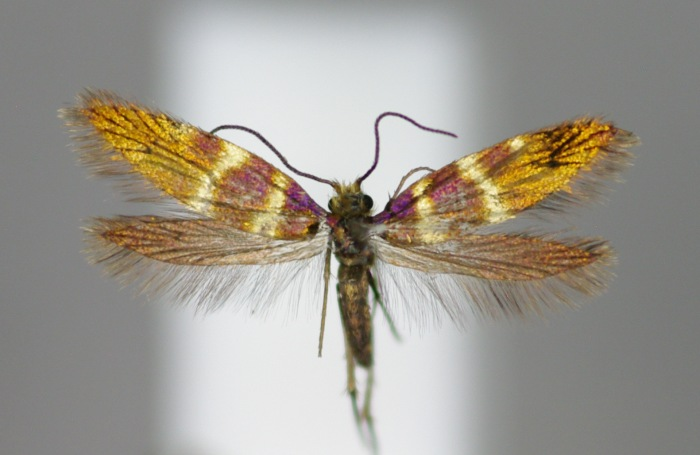
Micropterix jeanneli.
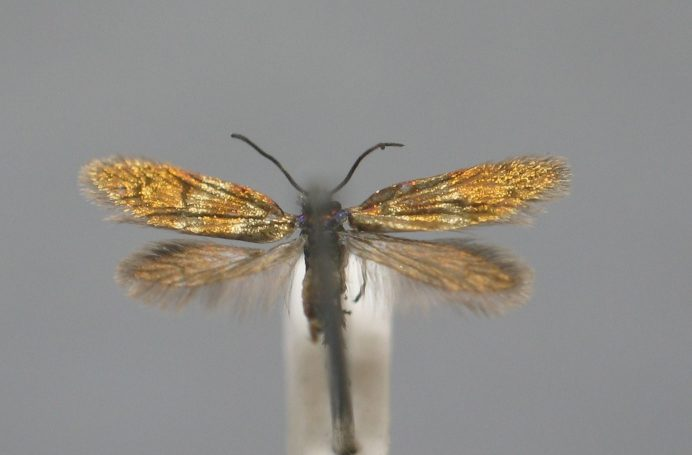
Micropterix mansuetella.
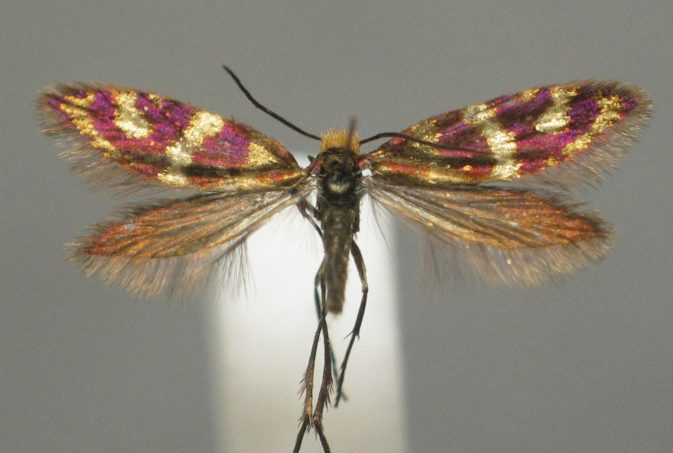
Micropterix osthelderi.
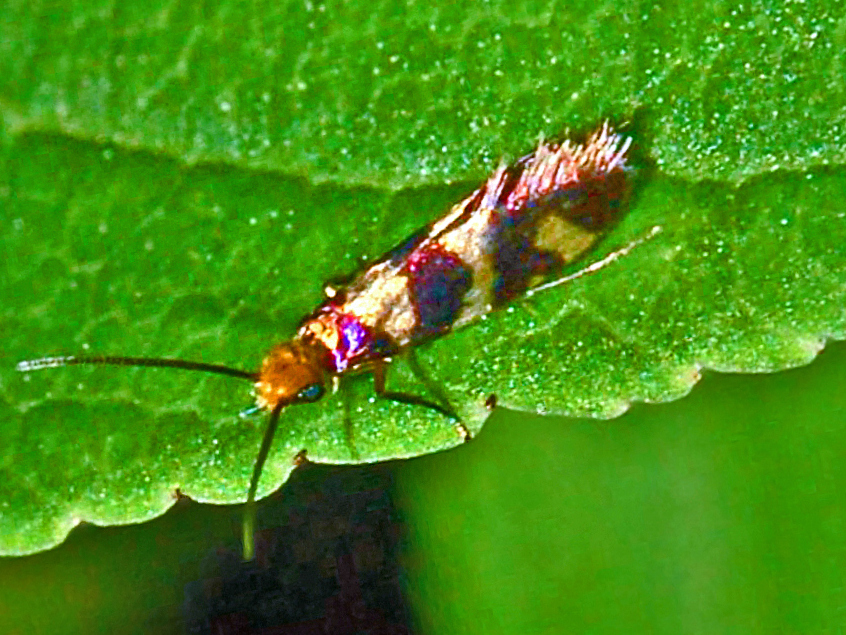
Micropterix rothenbachii.
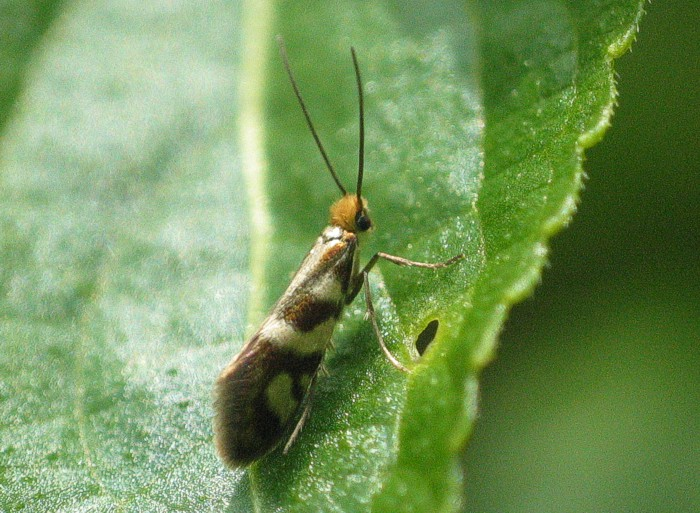
Micropterix schaefferi.
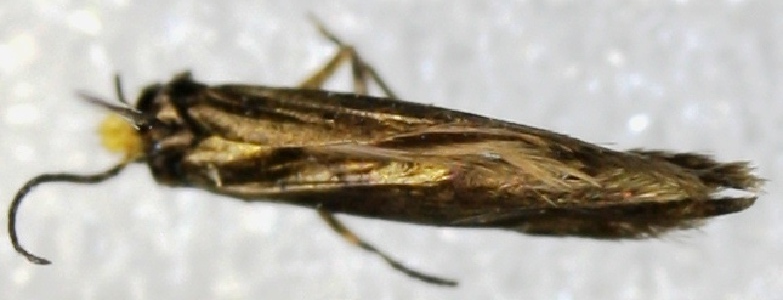
Micropterix tunbergella.
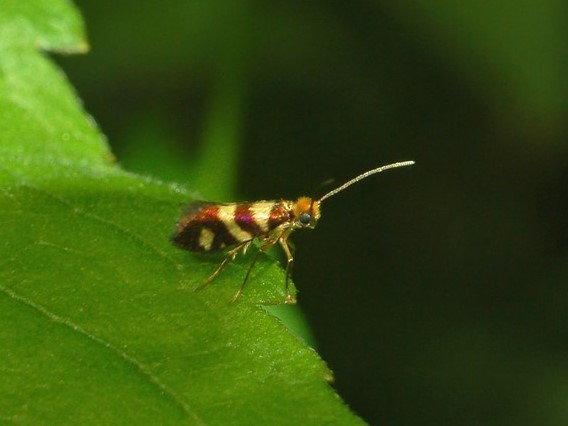
Micropterix tuscaniensis.
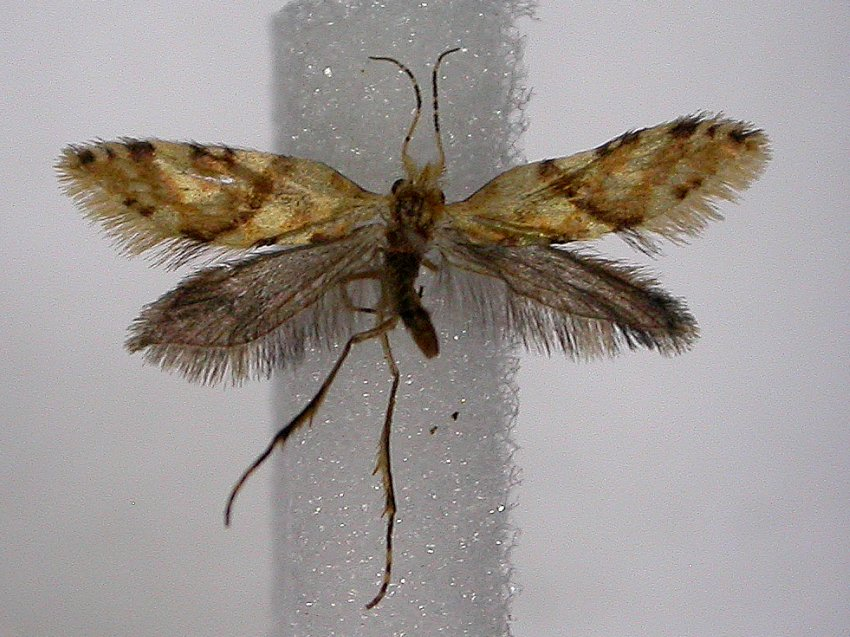
Sabatinca chalcophanes.
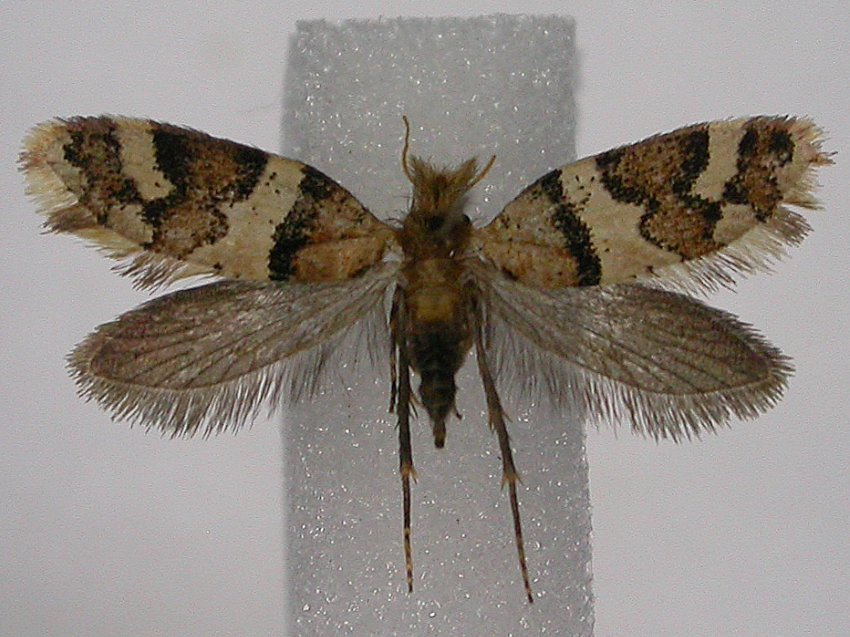
Sabatinca lucilia.
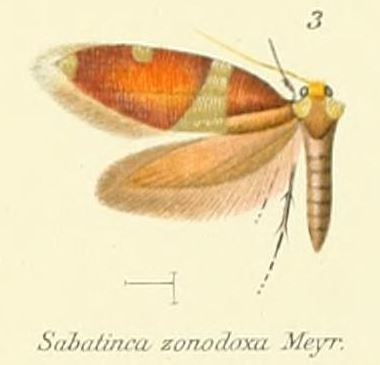
Zealandopterix zonodoxa.

## Publications originales
- Herrich-Schäffer, 1855 : Systematische Bearbeitung der Schmetterlinge von Europa, zugleich als Text, Revision und Supplement zu Jakob Hübner's Sammlung Europäischer Schmetterlinge. Regensburg, vol. 6, p. 1–178.
- Chapman, 1917 : Micropteryx entitled to ordinal rank; order Zeugloptera. Transactions of the entomological Society of London, vol. 1916, p. 310-314.

## Noms courants dans d'autres langues
allemand : Urmotten ; chinois : 小翅蛾科 ; coréen : 잔날개나방과 ; danois : Urmøl ; estonien : Pisitiiblased ; néerlandais : Oermotten ; hongrois : Aranyszárnyú õsmoly-félék ; japonais : コバネガ科 ; letton : Grauzējkožu dzimta ; lituanien : Reliktiniai žandinukai ; norvégien : Kjevemøll ; russe : Зубатые моли ; slovaque : Potočníkovcovité ; suédois : Käkmalar ; tchèque : Chrostikovnikoviti